# Jerzy Wilmański
Jerzy Wilmański (ur. 16 kwietnia 1936 w Aleksandrowie Łódzkim, zm. 16 grudnia 2005) – polski pisarz i dziennikarz.
Urodził się w roku 1936 (syn Jana Wilmańskiego, urzędnika, i Natalii z Kałużnych, ekspedientki) w Aleksandrowie Łódzkim, gdzie w. tamtejszym liceumw roku 1955 uzyskał maturę.
W tym samym roku podjął studia na Wydziale Filologii Polskiej Uniwersytetu Łódzkiego (do 1957 roku).
Jeszcze jako uczeń liceum był korespondentem terenowym łódzkiego Expressu Ilustrowanego.
W latach 1959–1962 współpracował z Głosem Robotniczym, z Redakcją Młodzieżową Polskiego Radia w Łodzi
Do roku 1968 był reporterem miejskim w Głosie Robotniczym.
Lata 1968-1979 to praca w tygodniku Odgłosy na stanowisku kierownika działu kulturalnego i sekretarza redakcji.
W latach 1979–1990 był kierownikiem literackim i komentatorem Radia Łódź.
Jest autorem ok. 200 audycji literackich.
Pełnił też funkcję zastępcy redaktora naczelnego spółki wydawniczej "Videopress", potem redaktora wydawnictwa "Oficyna Bibliofilów".
Był też łódzkim korespondentem Trybuny, sekretarzem redakcji w tej gazecie, członkiem redakcji kwartalnika Kronika miasta Łodzi, sekretarzem redakcji tygodnika Fakty i Mity, felietonistą "Trybuny Łódzkiej".
Był przewodniczącym Rady Programowej Radia Łódź S.A.
Jako pisarz debiutował w 1955 roku. Opublikował zbiory wierszy:
Poemat niedoskonały (1959)
Obrona krajobrazu (1963)
Odlot (1970)
Tylko słowa (1976)
Czterdziesta jesień (1979)
We mgle, we mgle  (1984)
Pożegnanie karnawału (1986)
W 1982 roku wydał mikropowieść pt. Tak prędko, coraz prędzej, a w 1985 opowieść-collage Bez ładu i składu.
Był żywo zainteresowany historią i współczesnością Łodzi, czemu dawał wyraz w swej twórczości.
Tematyce łódzkiej poświęcone były:
Krzywa latarnia - zbiór opowiadań (1966)
Rzeczy dziwne i ciekawe - zbiór felietonów (1972)
Piotrkowską na wprost - książka poświęcona zabytkom i kulturze Łodzi (1977)
Antykwariat przy Piotrkowskiej - książka poświęcona zabytkom i kulturze Łodzi (1983)
Zmarł 16 grudnia 2005 r.

## Wyróżnienia i odznaczenia
- Odznaka „Zasłużony Działacz Kultury” (1973)
- Honorowa Odznaka Miasta Łodzi (1974)
- Złoty Krzyż Zasługi (1975)
- Krzyż Kawalerski Orderu Odrodzenia Polski (1986)